# Bhitarwar
Bhitarwar è una suddivisione dell'India, classificata come nagar panchayat, di 15.266 abitanti, situata nel distretto di Gwalior, nello stato federato del Madhya Pradesh. In base al numero di abitanti la città rientra nella classe IV (da 10.000 a 19.999 persone).

## Geografia fisica
La città è situata a 25° 48' 0 N e 78° 7' 0 E e ha un'altitudine di 198 m s.l.m..

## Società

### Evoluzione demografica
Al censimento del 2001 la popolazione di Bhitarwar assommava a 15.266 persone, delle quali 8.183 maschi e 7.083 femmine. I bambini di età inferiore o uguale ai sei anni assommavano a 2.566, dei quali 1.369 maschi e 1.197 femmine. Infine, coloro che erano in grado di saper almeno leggere e scrivere erano 8.223, dei quali 5.346 maschi e 2.877 femmine.